# Bouzoun Kaza
Bouzoun Kaza (auch: Bouzou Kassa, Bouzounkaza) ist ein Dorf in der Landgemeinde Bouné in Niger.

## Geographie
Das von einem traditionellen Ortsvorsteher (chef traditionnel) geleitete Dorf befindet sich rund 50 Kilometer südwestlich des Hauptorts Bouné der gleichnamigen Landgemeinde, die zum Departement Gouré in der Region Zinder gehört. Zu den Siedlungen in der näheren Umgebung von Bouzoun Kaza zählen Baboujé im Nordwesten, Gamdou im Nordosten, Zagari Manga im Osten und Doumbari im Südwesten.
Bouzoun Kaza ist Teil der Übergangszone zwischen Sahel und Sudan. Die durchschnittliche jährliche Niederschlagsmenge beträgt hier zwischen 400 und 500 mm.

## Bevölkerung
Bei der Volkszählung 2012 hatte Bouzoun Kaza 650 Einwohner, die in 104 Haushalten lebten. Bei der Volkszählung 2001 betrug die Einwohnerzahl 523 in 95 Haushalten und bei der Volkszählung 1988 belief sich die Einwohnerzahl auf 40 in 8 Haushalten.
Die Bevölkerungsdichte in diesem Gebiet ist mit über 100 Einwohnern je Quadratkilometer hoch.

## Wirtschaft und Infrastruktur
Das Gebiet der Ebenen im Süden der Region Zinder, in dem Bouzoun Kaza liegt, ist von einer anhaltenden Degradation der ackerbaulichen Flächen gekennzeichnet, die mit der hohen Bevölkerungsdichte in Zusammenhang steht. Im Dorf wird ein Wochenmarkt abgehalten. Der Markttag ist Freitag. Es gibt eine Schule.